# 清水岩庙
清水岩庙，位于马来西亚吉隆坡附近的雲頂高原（熟称“云顶半山”），于1975年由福建安溪後裔林梧桐所创建，主祀安溪高僧清水祖師。1994年3月29日，清水岩庙由时任马来西亚交通部长林良实主持开幕，成为马来西亚著名的旅游景点。云顶高原横跨马来西亚的彭亨州及雪兰莪州，距离吉隆坡市中约1小时车程，位于马来半岛蒂迪旺沙山脉，海拔1860米上。

## 相片

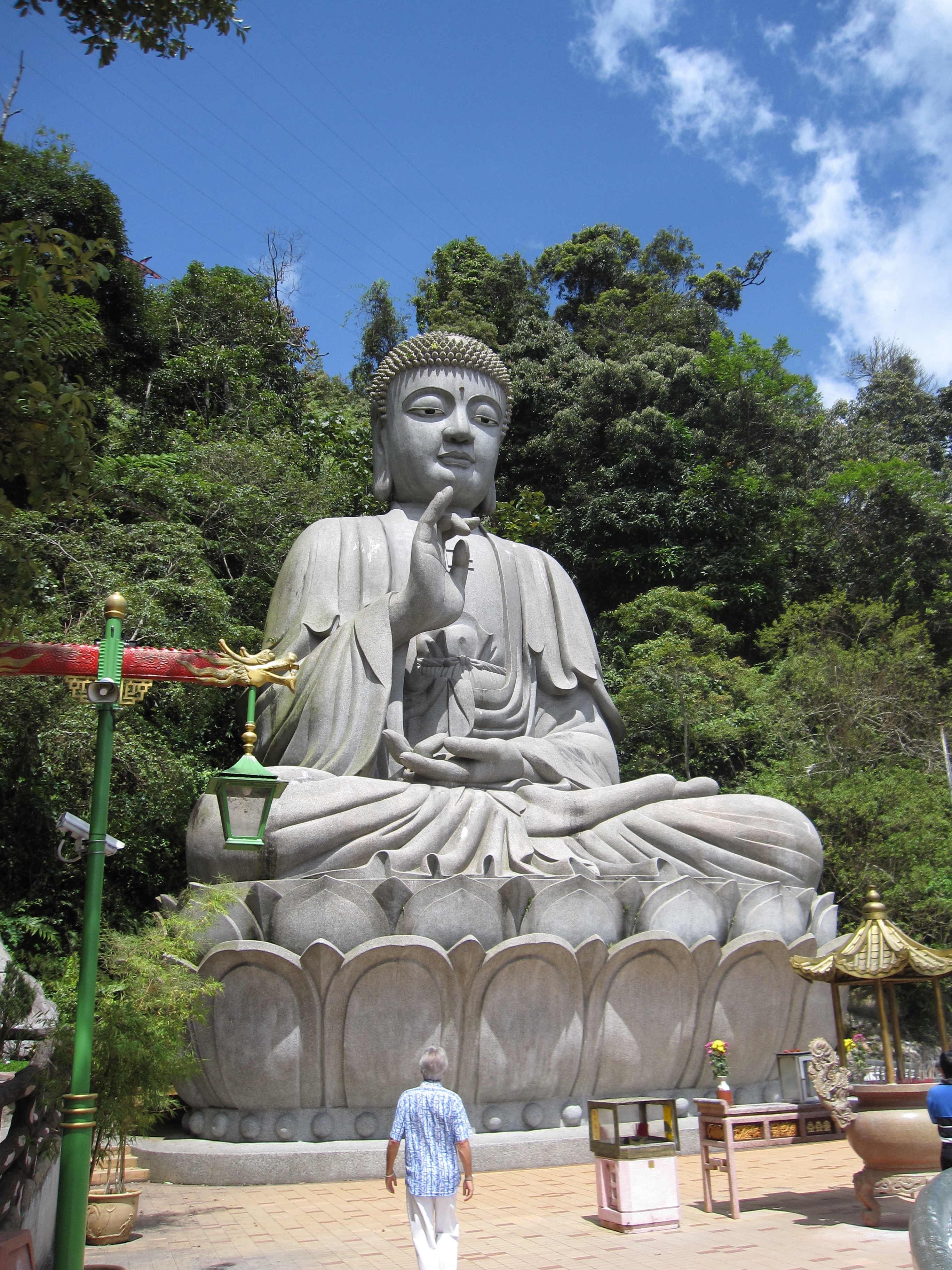
巨型佛像
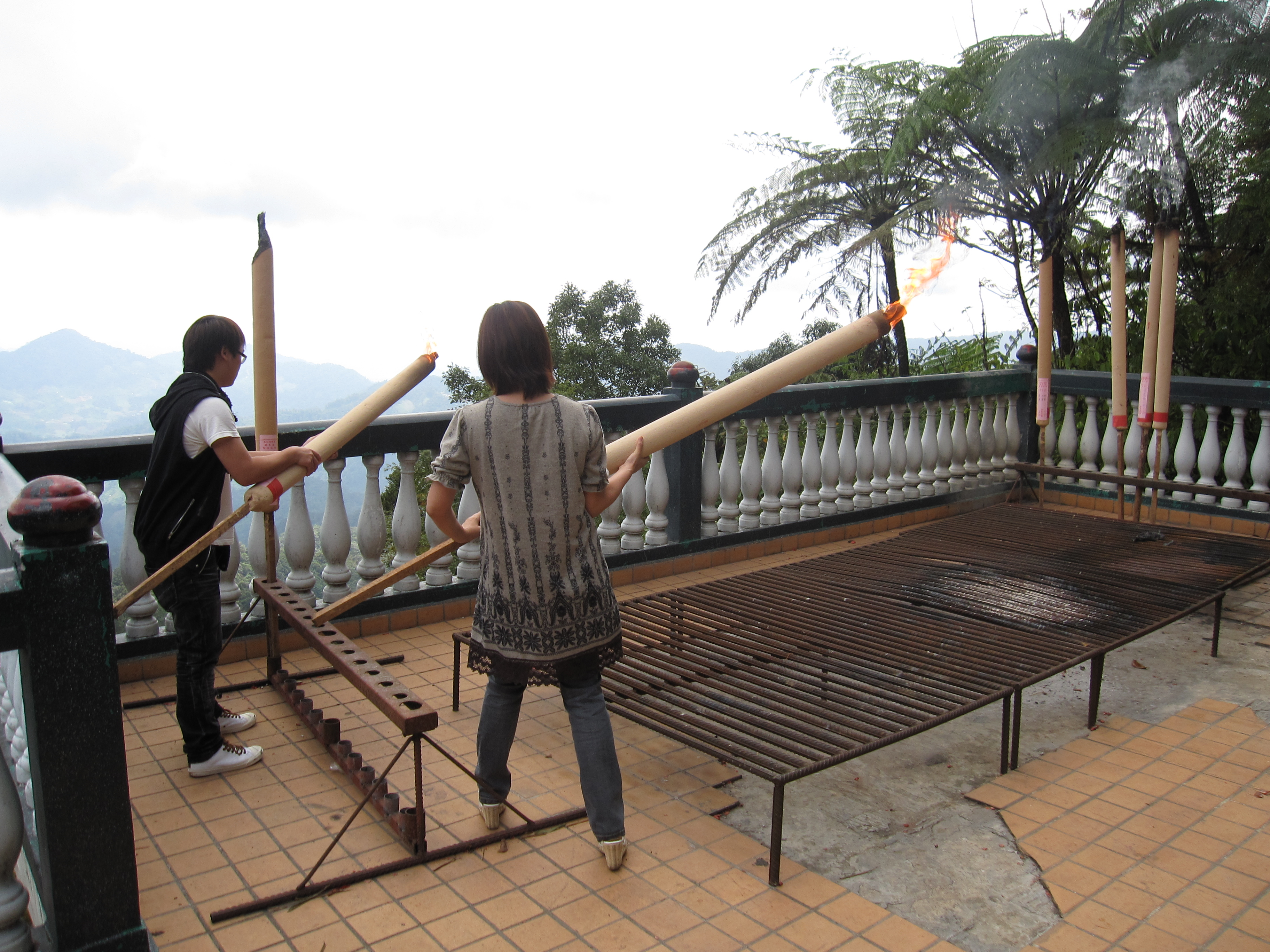
香烛
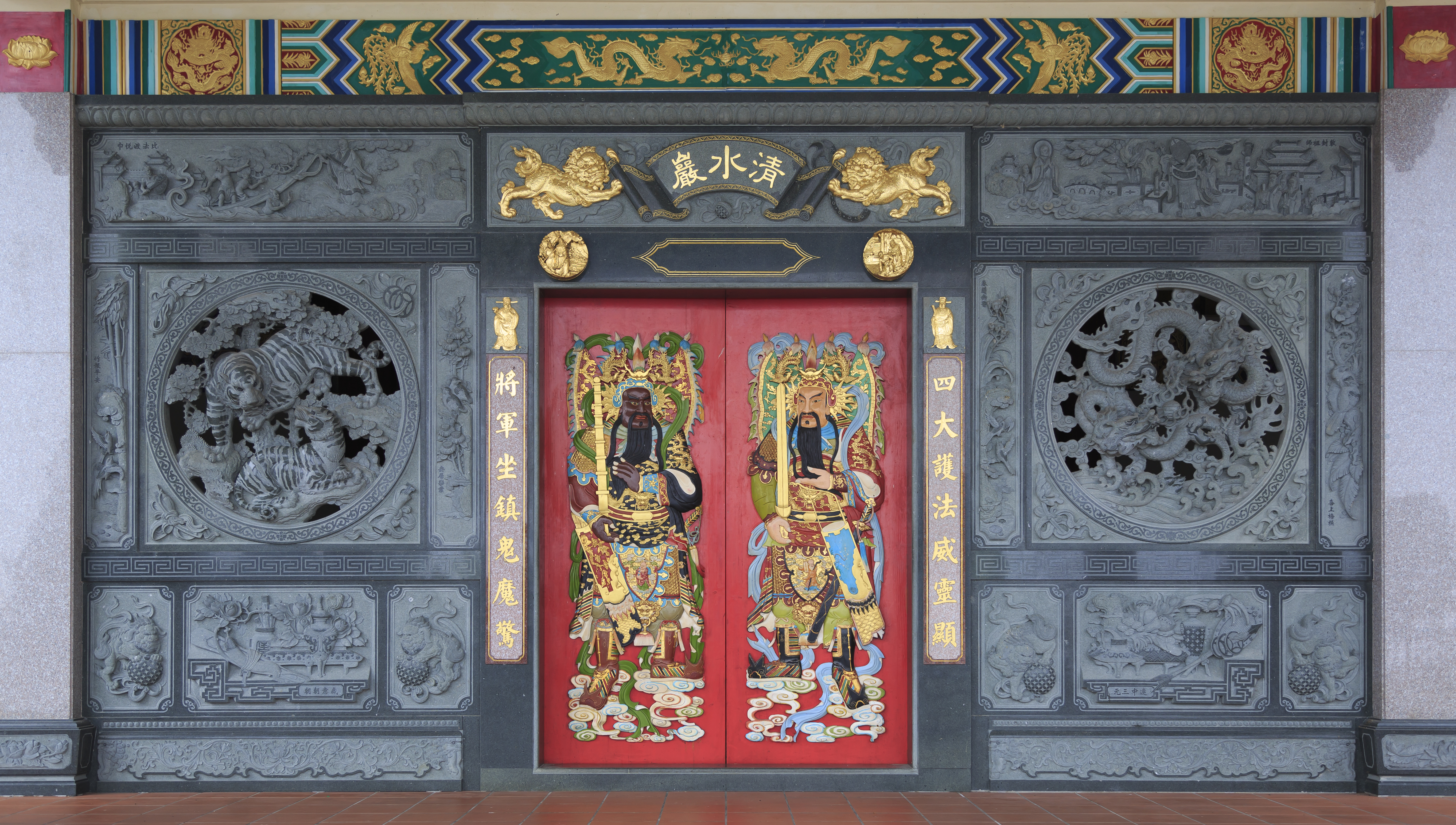
手工绘制的庙门
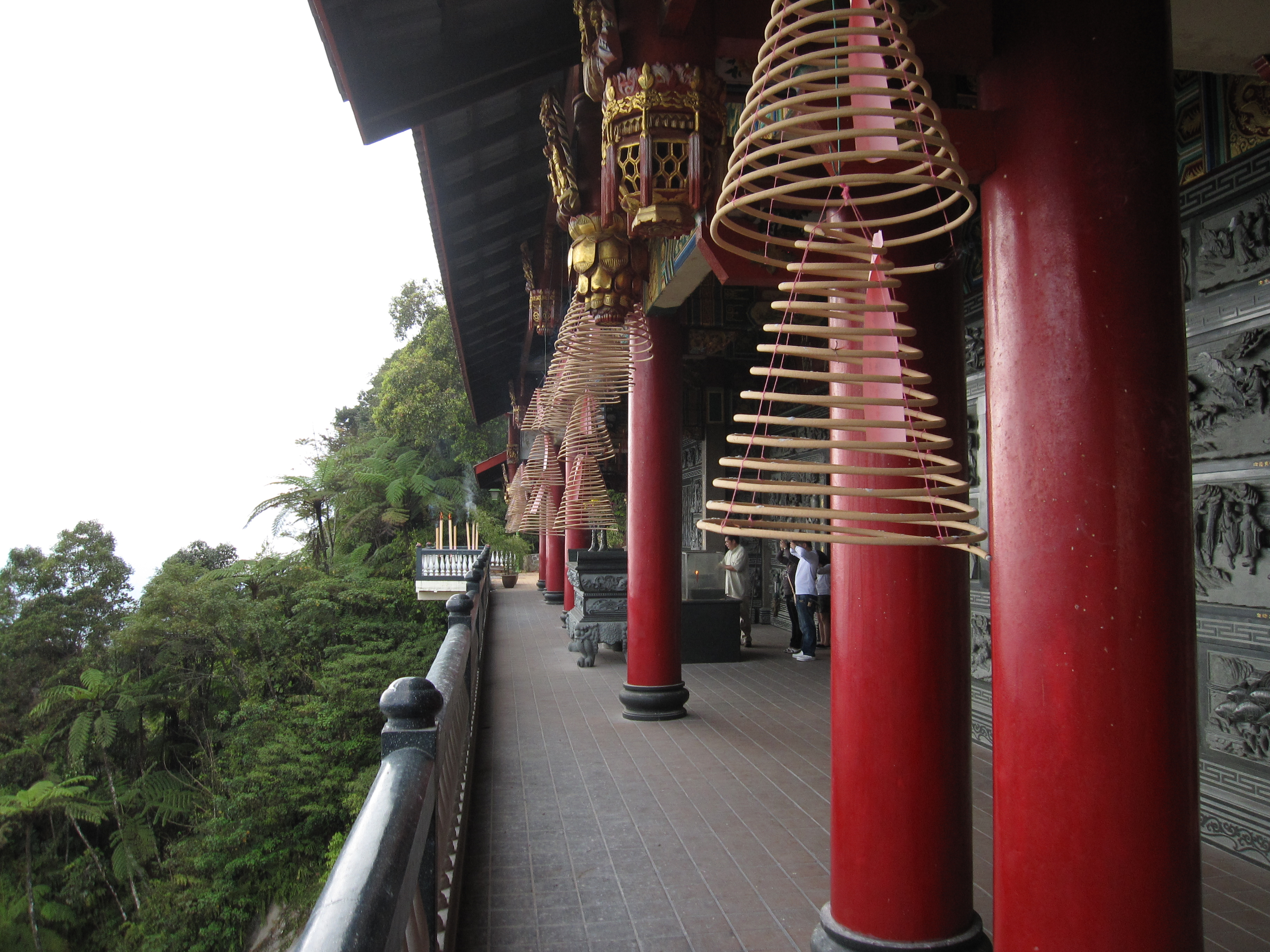
寺庙红柱
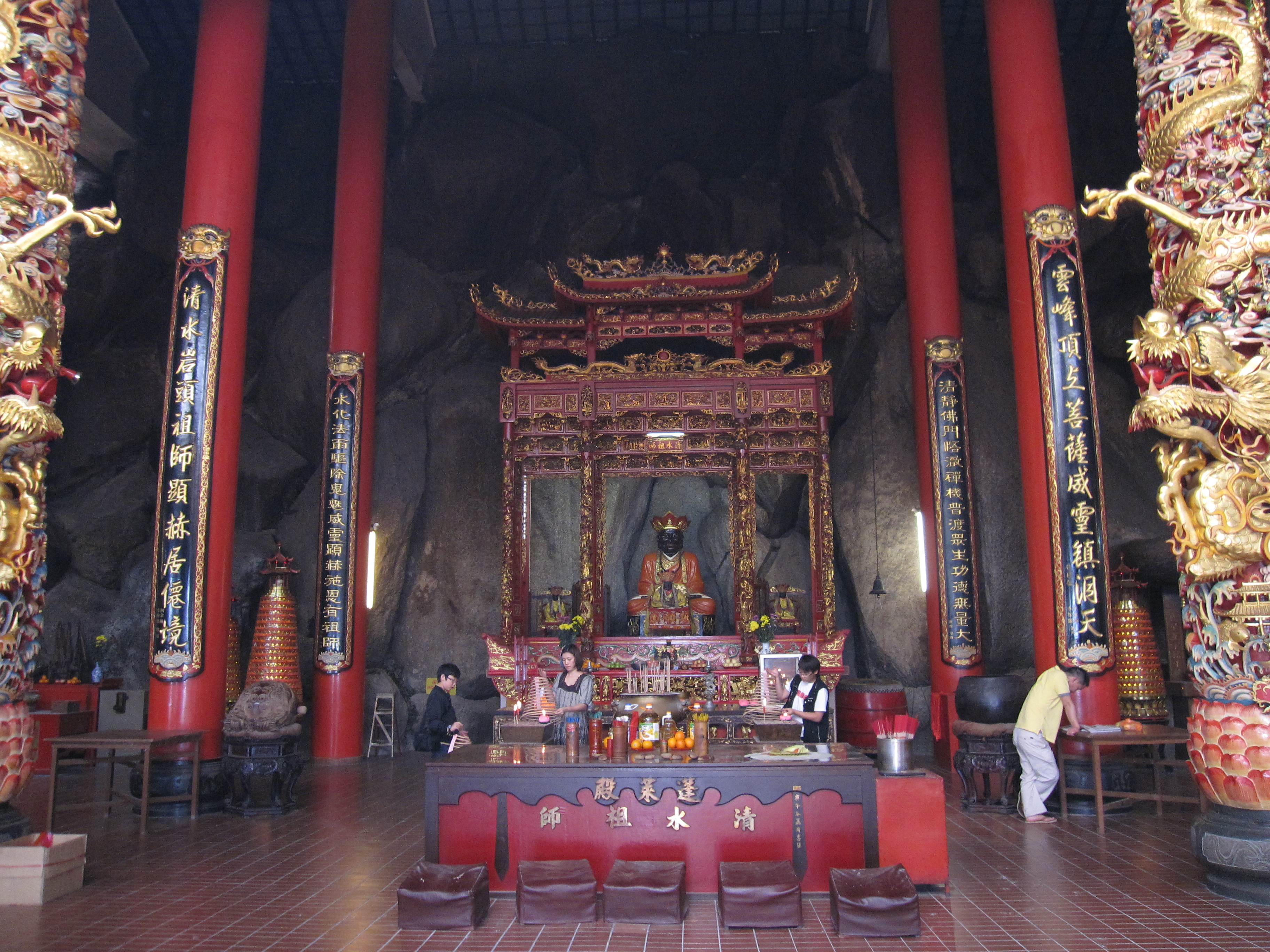
寺庙内部
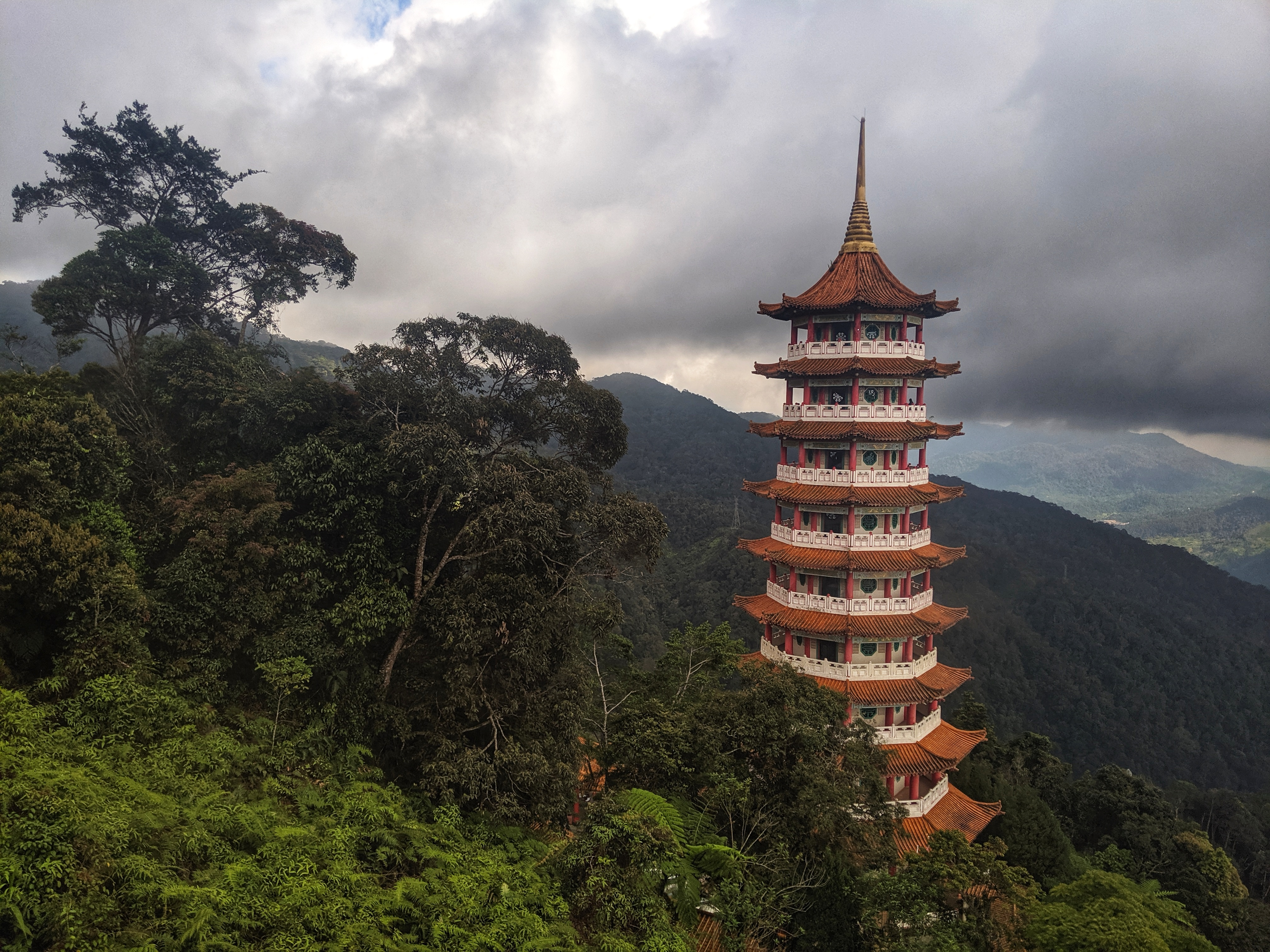
万佛塔